# Pișkove, Putîvl
Pișkove (în ucraineană Пішкове) este un sat în comuna Zinove din raionul Putîvl, regiunea Sumî, Ucraina.

## Demografie
Componența lingvistică a localității Pișkove
     Rusă (68,75%)
     Ucraineană (31,25%)
Conform recensământului din 2001, majoritatea populației localității Pișkove era vorbitoare de rusă (68,75%), existând în minoritate și vorbitori de ucraineană (31,25%).